# Original cinema
Original cinema is het 23-ste muziekalbum van Spyro Gyra. De muziek van deze muziekgroep is vanaf het begin nauwelijks aan veranderingen onderhevig geweest. Het was en bleef zeer melodieuze fusion met af en toe een experimenteler nummer in de trant van Weather Report, maar dan vaak gevolgd door een behoudender nummer. Omdat Samuels weer af en toe meespeelde klinken sommige nummers als Steps Ahead van Mike Mainieri. De opnamen vonden nog steeds plaats in de eigen geluidsstudio van Beckenstein Beartracks te Suffern.

## Musici
- Jay Beckenstein - saxofoon
- Tom Schuman – toetsinstrumenten
- Julio Fernandez – gitaar
- Scott Ambush – basgitaar
- Joel Rosenblatt – slagwerk

Met
- Dave Samuels vibrafoon op Cape Town love, Party of seven, Calle Ocho en Dream sequence
- Andy Narell – steeldrums op Cape Town love en Party of seven
- David Charles – percussie op Getaway en Bump it up
- Marc Quiñones – percussie op Calle Ocho en Funky Tina
- Mino Cinelu – percussie op Cape Town love, Party of seven, Extrovertical en Film noir

## Muziek
| Nr. | Titel                                      | producer(s)             | Duur |
| --- | ------------------------------------------ | ----------------------- | ---- |
| 1.  | Bump it up (Fernandez)                     | Beckenstein, Fernandez  | 4:52 |
| 2.  | Extrovertical (Beckenstein)                | Beckenstein             | 6:21 |
| 3.  | Dream sequence (Beckenstein)               | Beckenstein             | 5:01 |
| 4.  | Party of seven (Rosenblatt, Bette Sussman) | Beckenstein, Rosenblatt | 4:51 |
| 5.  | Big dance number (Beckenstein)             | Beckenstein             | 3:27 |
| 6.  | Close-up (Fernandez)                       | Beckenstein, Fernandez  | 3:47 |
| 7.  | Film noir (Beckenstein)                    | Beckenstein             | 6:12 |
| 8.  | Cape Town love (Beckenstein)               | Beckenstein             | 5:17 |
| 9.  | Handheld (Ambush)                          | Beckenstein, Ambush     | 4:01 |
| 10. | Funky Tine (Fernandez)                     | Beckenstein, Fernandez  | 5:17 |
| 11. | Getaway (Jeremy Wall)                      | Beckenstein, Wall       | 4:11 |
| 12. | Calle Ocho (Beckenstein)                   | Beckenstein             | 5:30 |
| 13. | Flashback (Beckenstein)                    | Beckenstein             | 3:36 |